# Bears Ears National Monument
Le monument national de Bears Ears (en anglais, Bears Ears National Monument) est un monument national américain désigné comme tel par le président des États-Unis Barack Obama le 28 décembre 2016, le même jour que le Gold Butte National Monument dans le Nevada. 
Il protégeait 5 500 km2 dans le comté de San Juan, principalement les deux buttes de Bears Ears, en interdisant tout projet nouveau d'exploitation minière et pétrolière. Une décision très controversée du président Donald Trump du 4 décembre 2017 réduit sa surface de 85 %, ramenant la surface protégée à 817 km2, fait sans précédent par son ampleur dans l'histoire des monuments nationaux américains. Le 6 février 2020, l'administration Trump ouvre le Bears Ears National Monument à l'exploitation minière et au forage. Ces deux décisions sont annulées par le président Joe Biden le 8 octobre 2021.

## Description

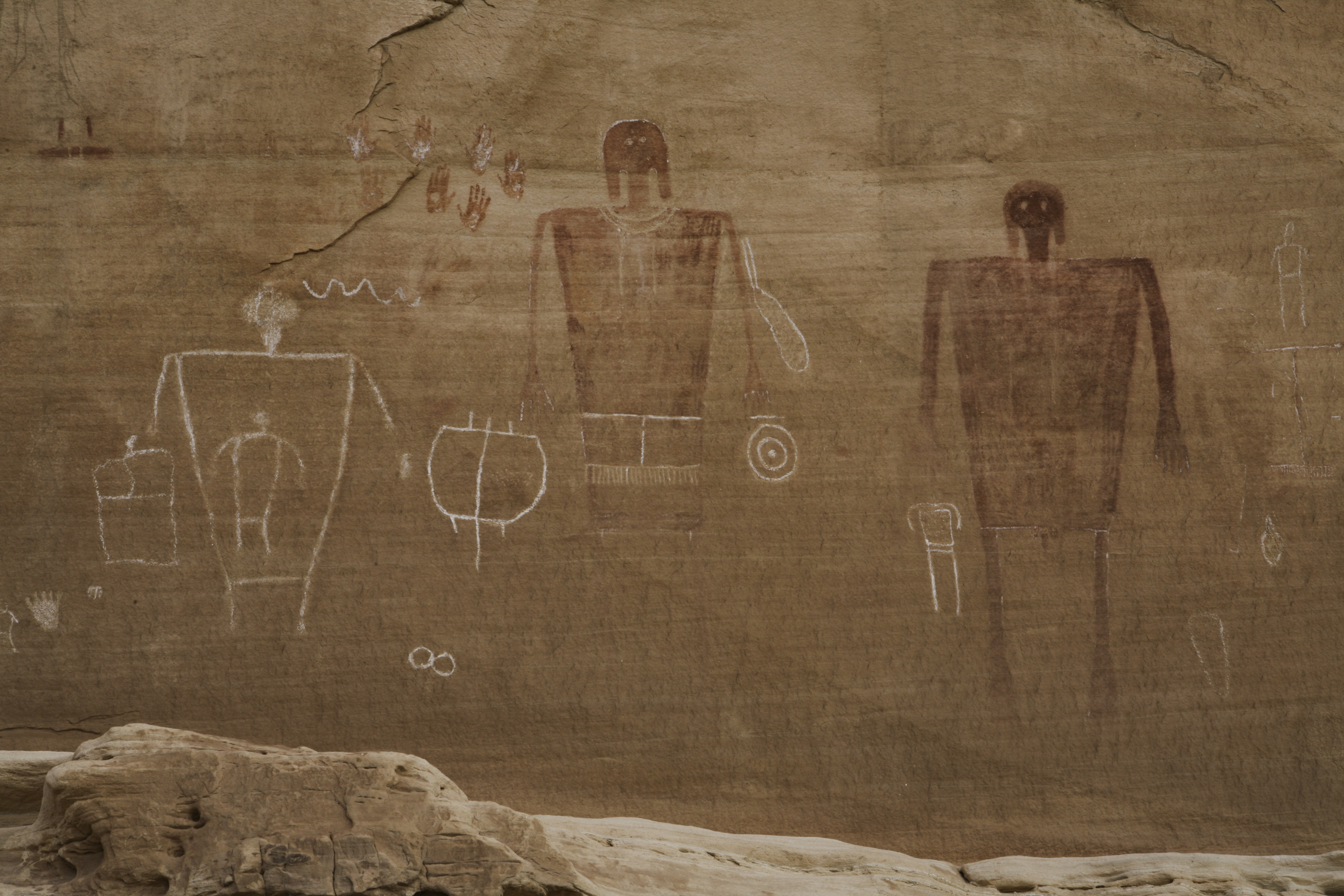

Le monument est nommé Bears Ears (oreilles d'ours) du nom d'une paire de buttes qui culminent à plus 610 m au-dessus des routes d'État 95 et 261, dans la partie sud du monument. Les buttes et les environs ont longtemps été considérés comme sacrés ou importants par un certain nombre de tribus amérindiennes de la région. Il y a plus de 100 000 sites archéologiques protégés à l'intérieur du monument. La partie nord du monument borde le parc national de Canyonlands, et certaines parties bordent également l'aire de loisirs nationale de Glen Canyon et entourent le monument national Natural Bridges.
Dans la partie nord, Newspaper Rock et le canyon Donnelly sont des éléments remarquables.

## Administration
Le monument est cogéré par le Bureau of Land Management et le United States Forest Service (par le biais de la forêt nationale de Manti-La Sal), ainsi qu'une coalition de cinq tribus amérindiennes locales : la Nation navajo, les Hopi, Ute Mountain, Ute Indian Tribe of the Uintah et Ouray Reservation et le Pueblo Zuni, qui ont tous des liens ancestraux avec la région.

## Galerie
- Carte.

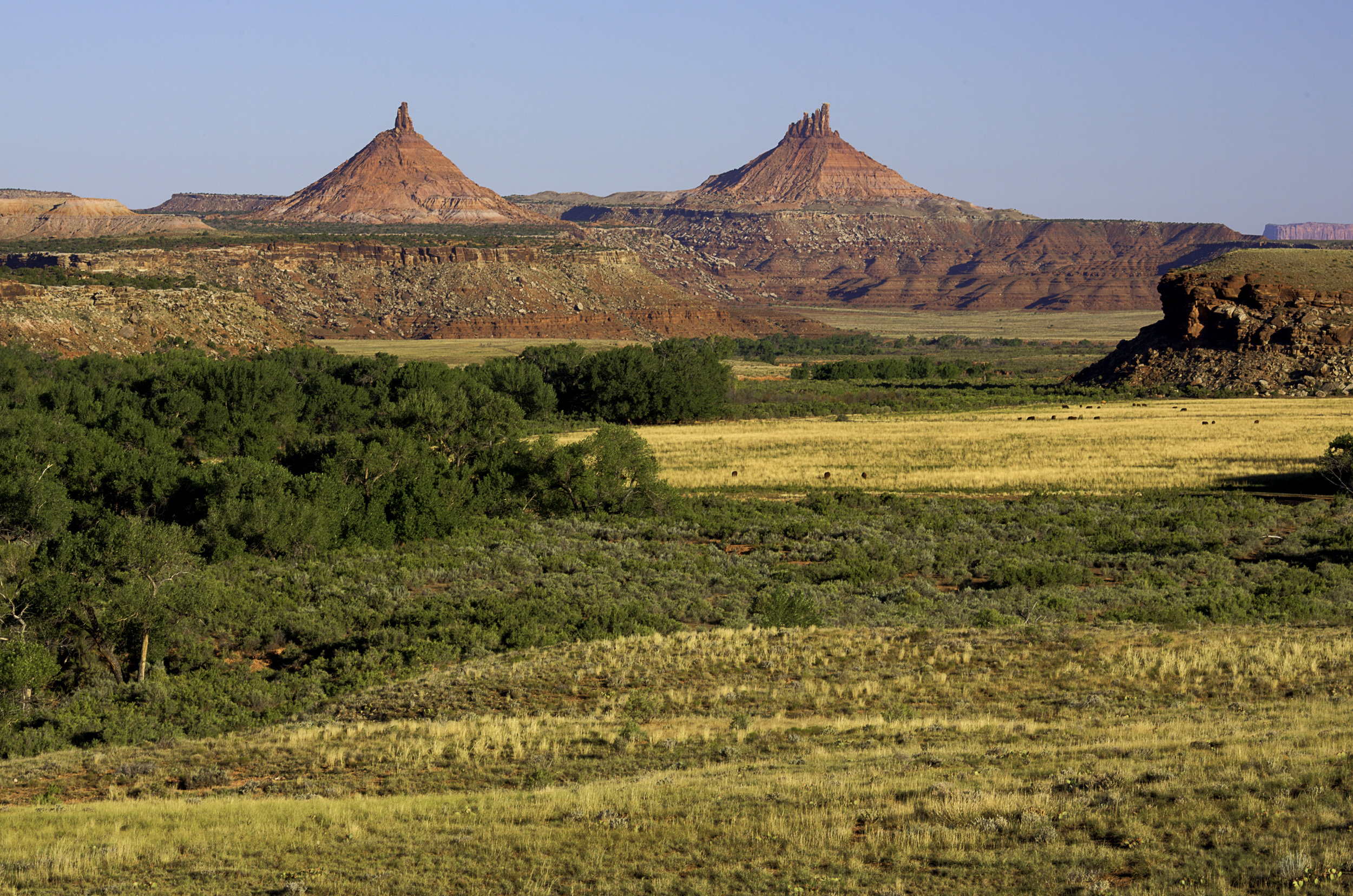
Indian Creek.
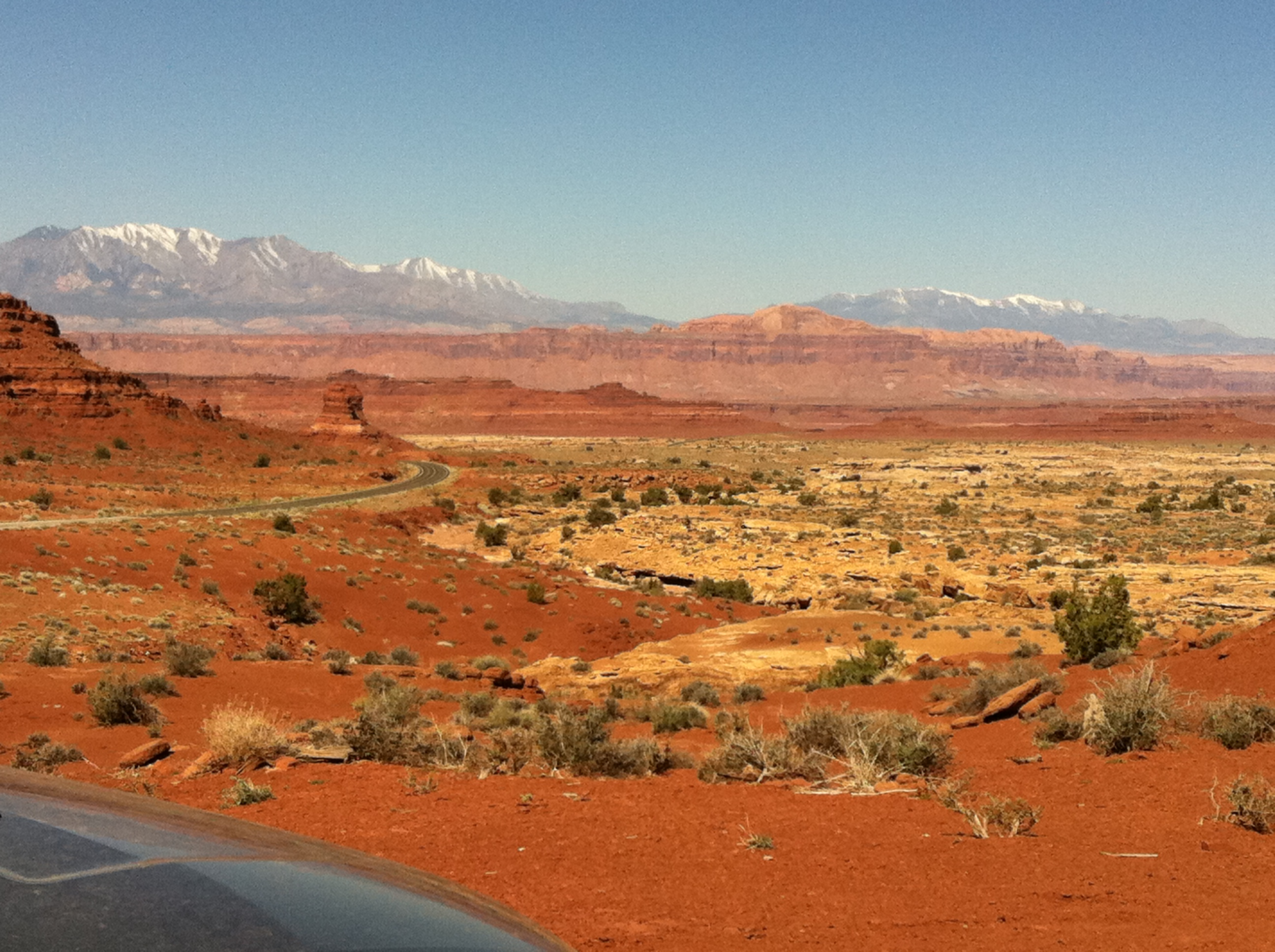
Panorama.
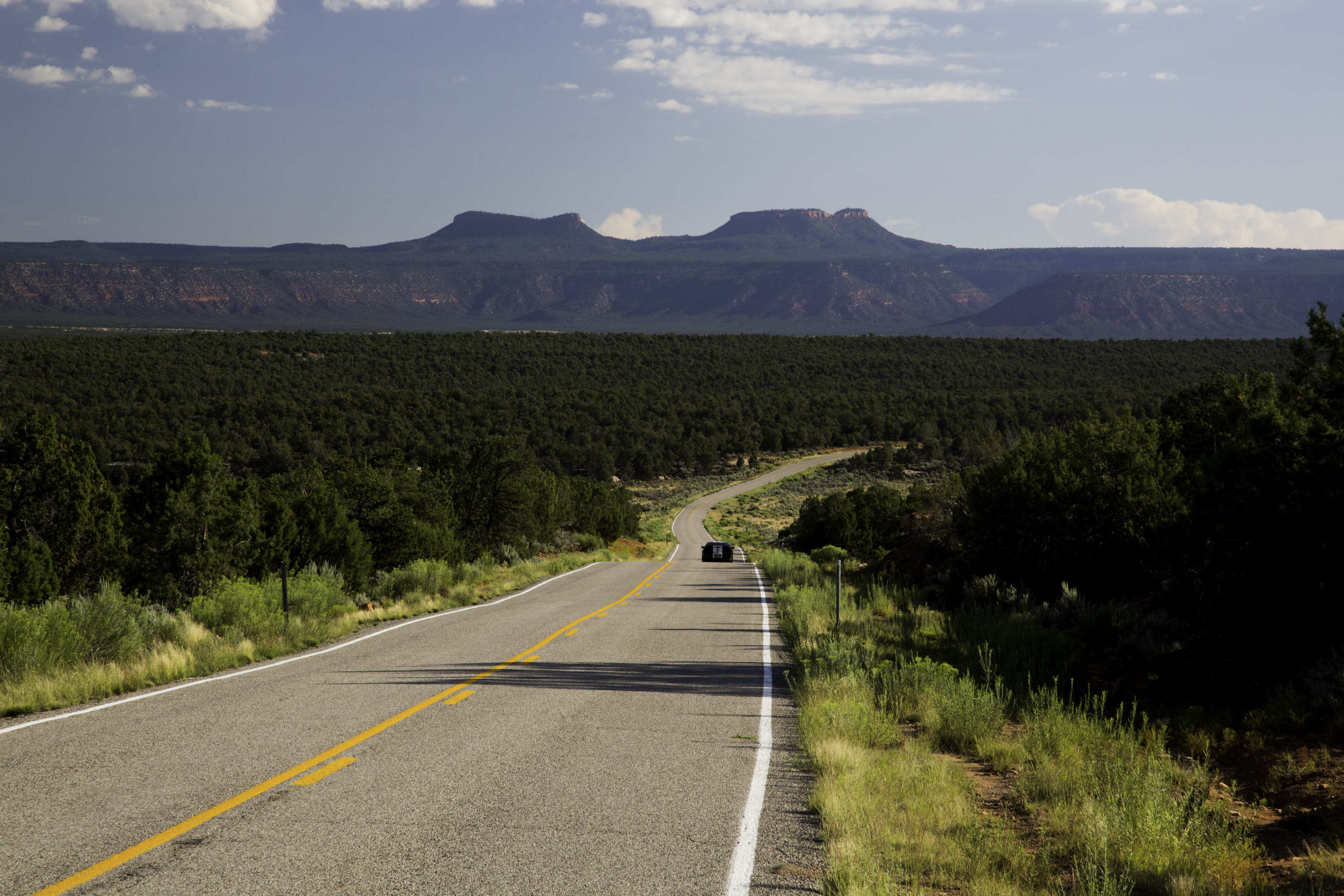
Route.
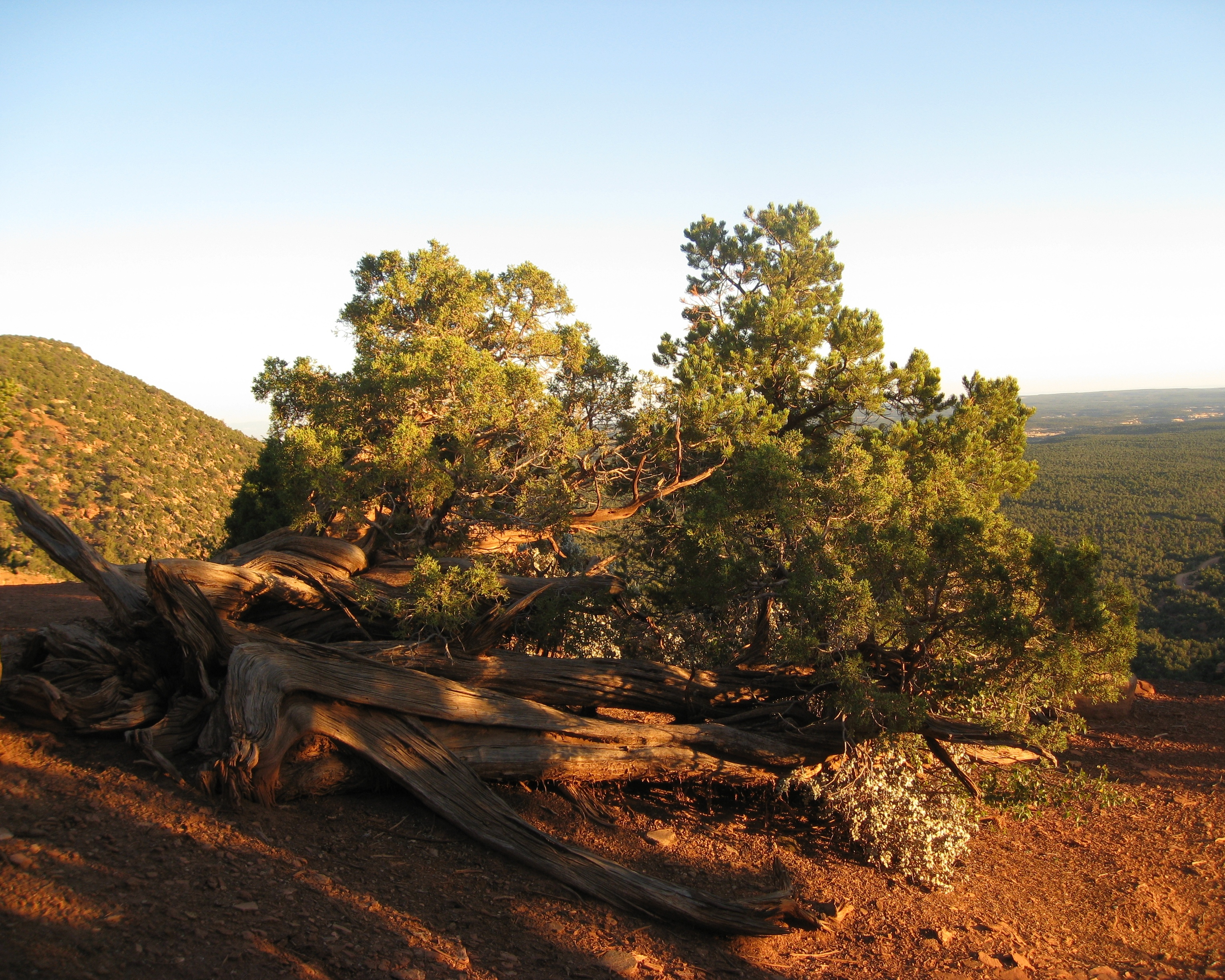
Genévrier de l'Utah.
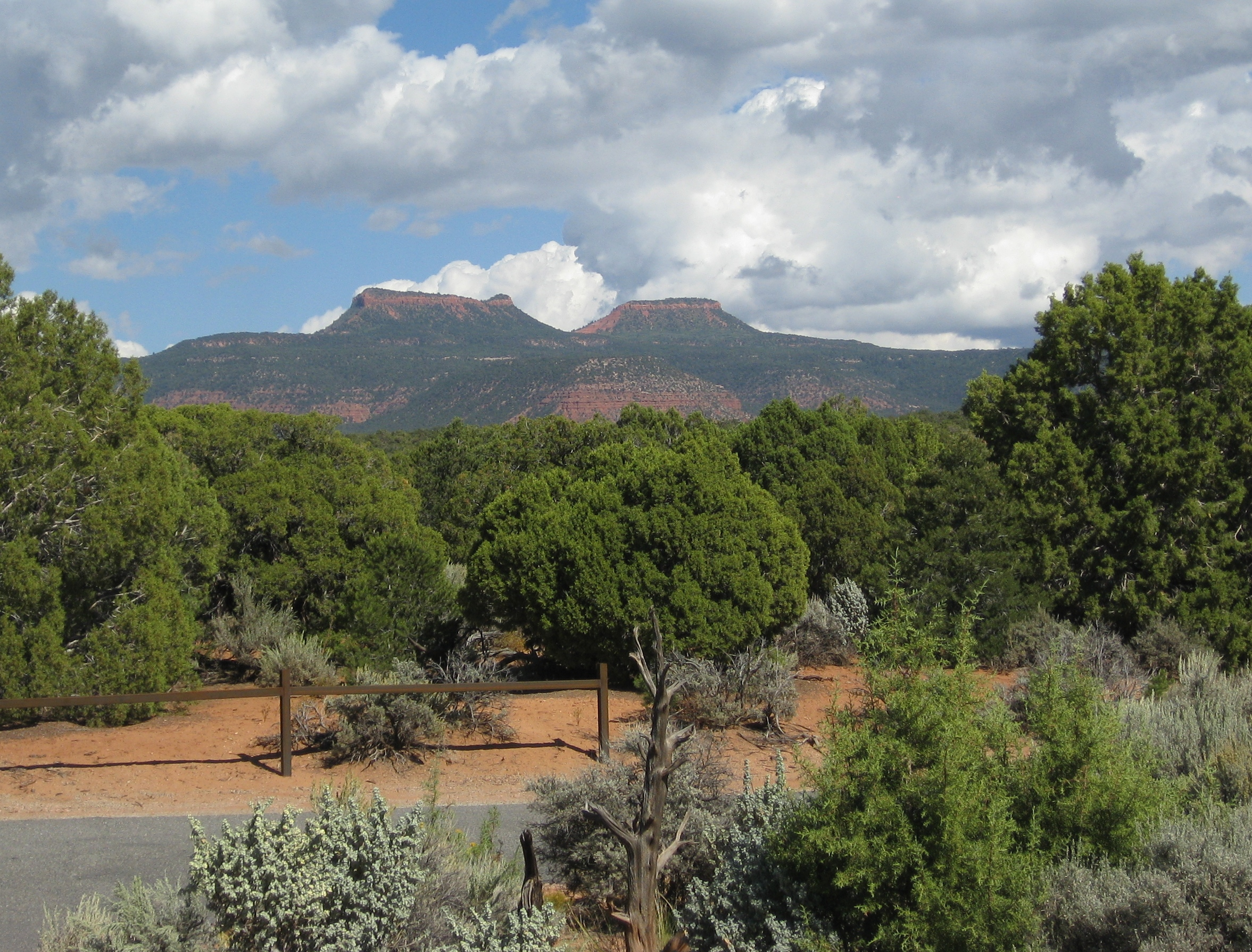
Bears Ears.